# Copablepharon viridisparsa
Copablepharon viridisparsa är en fjärilsart som beskrevs av F. H. Wolley Dod 1916. Copablepharon viridisparsa ingår i släktet Copablepharon och familjen nattflyn. Inga underarter finns listade i Catalogue of Life.